# Fikon
Fikon (Ficus carica) är en art inom fikussläktet och familjen mullbärsväxter, som växer i södra delen av Europa samt i länder kring Arabiska halvön. Dess frukter är ätliga och benämns i allmänhet med samma namn som trädet.

Fikon bildar lövfällande buskar eller träd upp till 10 meter höga. Barken är grå och slät, grenarna bruna eller gröna, något håriga. Bladstjälkarna blir upp till 10 cm långa, Bladskivorna blir cirka 35–35 cm med 3 till 7 flikar med rundade spetsar och hjärtformad bas. De är tunna och något läderartade, sträva på ovansidan och korthåriga på undersidan. Frukterna, fikonen, är runda till päronformade, upp till 8 cm i diameter, gula till purpurfärgade och kala eller något håriga. Frukterna smakar sött. 

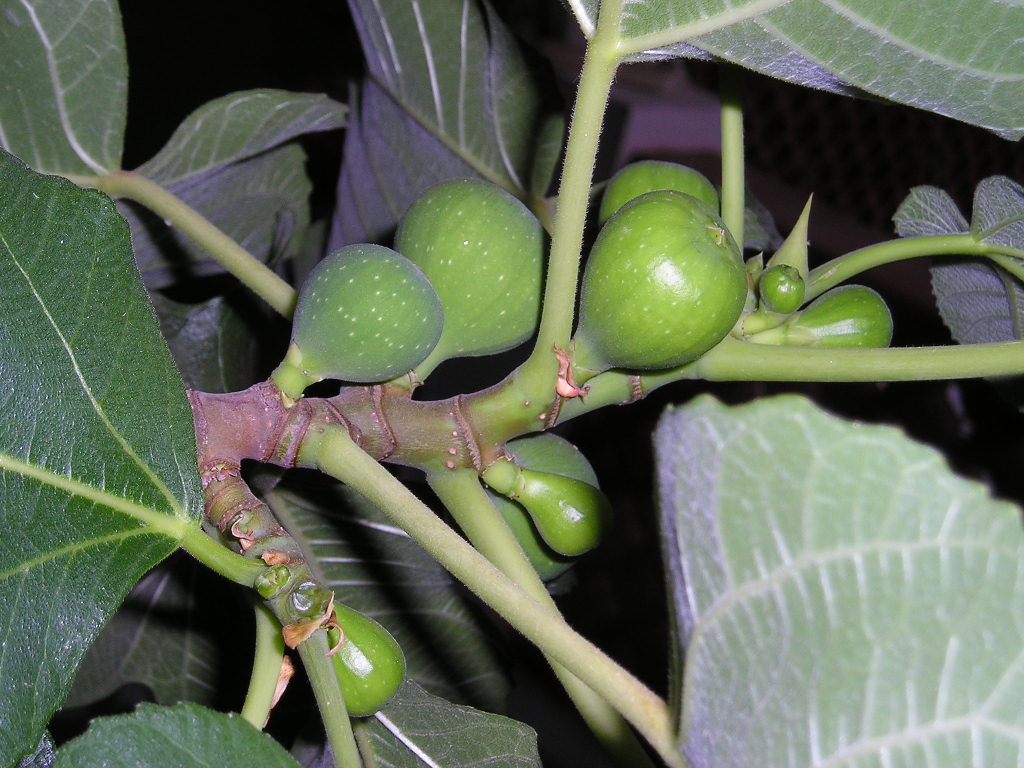
Omogna fikon.

Det växer fikon på friland i många svenska trädgårdar, och många av plantorna ger frukt varje år.

## Användning
Torkade fikonfrukter säljs ofta till jul. De är bruna, platta och smakar sött. Konserverade fikon är gula och säljs i glasburkar marinerade med cognac. Dessa äts till efterrätt tillsammans med lättvispad grädde. Omogna fikon är inte goda och innehåller en mjölksaft, som blir socker när fikonen mognar. Därför säljs fikon alltid mogna. Med ett fikonlöv skylde Adam och Eva sin nakenhet i Första Moseboken.

## Synonymer
Caprificus insectifera Gasp.
Ficus afghanistanica Warb.
Ficus caprificus Risso
Ficus carica subsp. rupestris (Hausskn. ex Boiss.) Browicz 
Ficus carica var. afghanica Popov
Ficus carica var. caprificus (Risso) Tschirch & Ravasini
Ficus carica var. genuina Boiss.
Ficus carica var. hortensis Shinn
Ficus carica var. intermedia Shinn
Ficus carica var. johannis Boiss.
Ficus carica var. rupestris Hausskn. ex Boiss.
Ficus carica var. silvestris Risso
Ficus carica var. smyrnica Shinn
Ficus carica var. sylvestre Shinn
Ficus colchica Grossh.
Ficus communis Lam. [nom. illeg.]
Ficus hyrcana Grossh.
Ficus johannis Boiss.
Ficus johannis supsp. afghanistanica (Warb.) Browicz
Ficus kopetdagensis Pachom.
Ficus latifolia Salisb. [nom. illeg.]
Ficus macrocarpa Gasp. [nom. illeg.]
Ficus sativa Poit. & Torpin
Ficus vulgaris Bubani [nom. illeg.]

## Världsproduktion
| Placering                                       | Land      | Produktion (ton) |
| ----------------------------------------------- | --------- | ---------------- |
| 1                                               | Turkiet   | 306 499          |
| 2                                               | Egypten   | 189 339          |
| 3                                               | Marocko   | 128 380          |
| 4                                               | Algeriet  | 109 214          |
| 5                                               | Iran      | 59 339           |
| 6                                               | Spanien   | 47 750           |
| 7                                               | Syrien    | 35 300           |
| 8                                               | USA       | 28 874           |
| 9                                               | Tunisien  | 25 696           |
| 10                                              | Albanien  | 24 448           |
| 11                                              | Brasilien | 23 674           |
| Källa: UN Food & Agriculture Organisation (FAO) |           |                  |